# Butabarbital
Butabarbital é um fármaco da classe dos barbitúricos com ação curta ou intermediária. Um dos nomes comerciais para esta substância é Butisol.